# Sarcopilea
Sarcopilea é um género botânico pertencente à família Urticaceae.